# Campylospermum glaucifolium
Campylospermum glaucifolium är en tvåhjärtbladig växtart som beskrevs av Biss.. Campylospermum glaucifolium ingår i släktet Campylospermum och familjen Ochnaceae. Inga underarter finns listade i Catalogue of Life.